# Giovanni Ottavio Manciforte Sperelli
Giovanni Ottavio Manciforte Sperelli, född 22 februari 1730 i Assisi, död 5 juni 1781 i Assisi, var en italiensk kardinal. Han var bland annat inkvisitor av Malta 1766–1771 och apostolisk nuntie i Florens 1771–1775.
Kardinal Giovanni Ottavio Manciforte Sperelli är begravd i kyrkan Santa Maria in Trastevere i Rom.